# Leyes penales de Irlanda
Las Leyes Penales o Penal Laws son el conjunto de leyes impuestas durante el dominio británico de Irlanda, destinadas a marginar particularmente a la población nativa católica y, en general, a todo aquel disidente de la Iglesia de Irlanda, que reconocía el liderazgo espiritual de la monarquía británica